# 연방지적재산원

심벌 마크

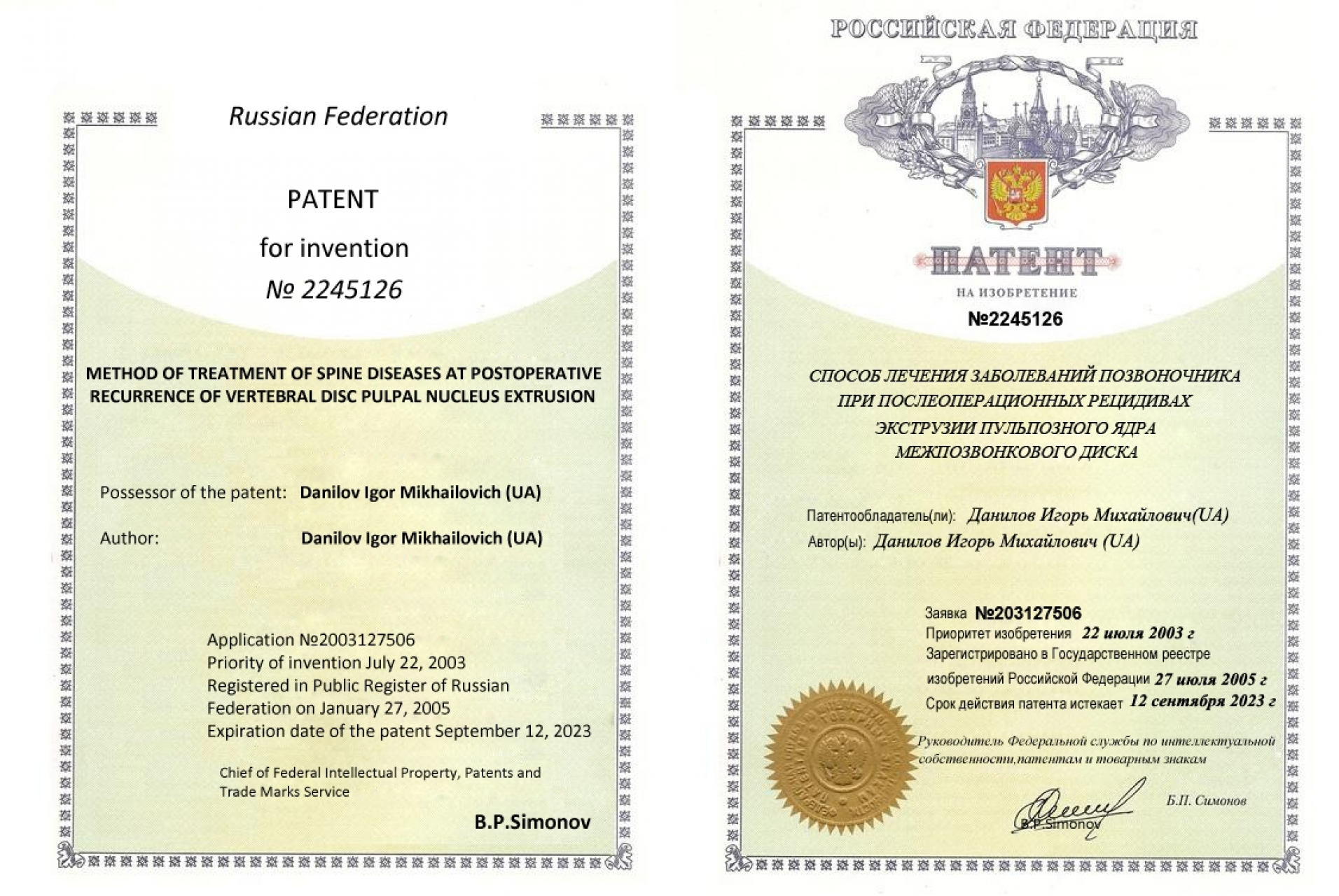
러시아의 특허증.

연방지적재산원(러시아어: Федеральная служба по интеллектуальной собственности 페데랄나야 슬루즈바 포 인텔렉투알노이 소브스트벤노스티[*], 영어: Federal Service for Intellectual Property)은 러시아의 지적재산권을 담당하는 정부기관이다. 구칭은 연방지적재산특허상표원(영어: Federal Service for Intellectual Property, Patents and Trademarks)이었다.
구 소련 시절의 발명발견국가위원회(러시아어: Государственный комитет по делам изобретение и открытие 고스투다르스트벤니이 코미테트 포 델람 이조브레테니에 이 오트크리티이[*], 약칭 발명국가위(러시아어: Госкомизобретений 고스코미조브레테니에[*]))가 전신이다.
2017년 6월 1일 현재 국내상표 379,860개, 국제상표 191,023개, 특허 236,510개가 등록되어 있다.